# باشگاه فوتبال اشتون اتلتیک
باشگاه فوتبال اشتون اتلتیک (به انگلیسی: Ashton Athletic Football Club) یک باشگاه فوتبال در شهر اشتون این مکرفیلد، کشور انگلستان است که در سال ۱۹۶۸ میلادی تأسیس شده‌است.